# Fritz Heumann
Fritz Heumann (* 22. August 1835 in Aachen; † 27. November 1905 in Königsberg i. Pr.) war ein deutscher Industrieller.

## Leben
Heumann studierte an der TH Karlsruhe Maschinenbau. Danach war er in der Maschinenbauanstalt Köln-Bayenthal und auf der Vulkanwerft Stettin tätig. 1864 trat er in die Waggonfabrik Steinfurt in Königsberg ein. Schon im folgenden Jahr übernahm er ihre Leitung. Nach der Umwandlung der Firma in eine Kommanditgesellschaft wurde Konrad Gaedeke Kommanditist und der hervorragendste Mitarbeiter. 1886 wurde Heumann der alleinige Inhaber der Fabrik, die er zu einem der größten Industriewerke Ostdeutschlands ausbaute. 1899 hatte sie 10.000 Güterwagen abgeliefert. Als sie 1903/10 auf ein geräumiges Gelände auf dem Nordufer des Pregels verlegt wurde, war schon der Sohn Felix Heumann (1869–1932) Leiter des Unternehmens. Er behielt es auch in der Hand, als es 1906 (nach Heumanns Tod) in eine Gesellschaft mit beschränkter Haftung umgewandelt wurde, deren Aufsichtsratsvorsitzender Gaedeke war. 1922 wurde die Firma in eine Aktiengesellschaft umgewandelt.